# Theodor Gsell Fels

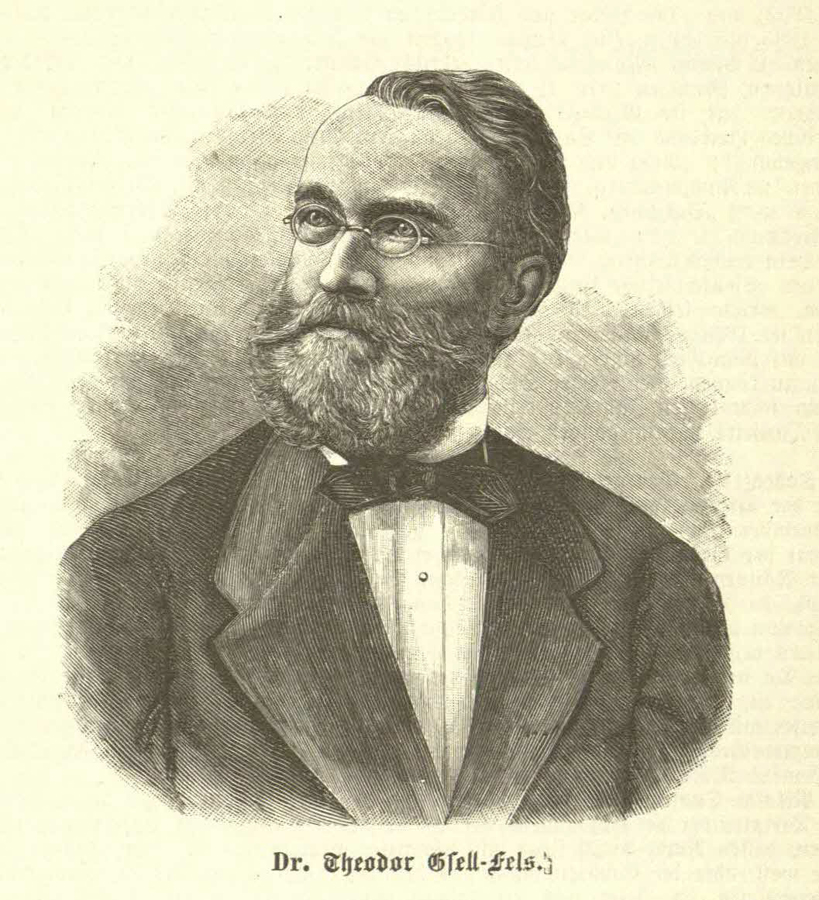
Theodor Gsell Fels

Johann Theodor Gsell Fels (* 14. März 1818 in St. Gallen; † 12. Oktober 1898 in München) war ein Schweizer Sachbuchautor, Kunsthistoriker und Mediziner.

## Leben
Gsell, Sohn des Kaufmanns und Lithografen Jakob Laurenz Gsell, wollte ursprünglich Pfarrer werden. Er studierte deshalb zunächst zweieinhalb Jahre lang an der Universität Basel Evangelisch-reformierte Theologie und Philologie. Bei einer philosophischen Preisaufgabe gewann er dort den ersten Preis. Seine Studien setzte er anschliessend an der Universität Berlin bei Friedrich Strauss und Franz Theremin fort, wo er ausserdem mit besonderem Interesse die Philosophie-Vorlesungen von Friedrich Wilhelm Joseph Schelling besuchte. Er gab dann seinen Plan, Pfarrer zu werden, auf und studierte in Berlin Kunstgeschichte bei Franz Kugler und Heinrich Gustav Hotho. Zur Ergänzung dieses Studiums unternahm er anschliessend zu Fuss ausgedehnte Bildungsreisen durch ganz Italien.
In den Jahren von 1845 bis 1848 studierte er an der Pariser Universität Naturwissenschaften. Nachdem er 1848 nach St. Gallen zurückgekehrt war, nahm er dort eine Stellung im Staatsarchiv an. Anschliessend studierte er in Würzburg, Wien und Berlin Medizin. Nachdem er 1856 zum Dr. med. promoviert worden war, praktizierte er als Arzt in Nizza, Rom, Paris und Zürich. 1870 liess sich Gsell in Basel nieder. Er wirkte an der dortigen Universität als Dozent für italienische Kunstgeschichte und war Mitglied des Grossen Rats. 1880 zog er nach München um. Er verfasste zahlreiche Reise- und Kunstführer, unter anderem über Italien und die Schweiz, die meistens mehrfach aufgelegt wurden, in überarbeiteter Form sogar noch ein Vierteljahrhundert nach seinem Tod. Einige seiner Reiseführer wurden ins Englische übersetzt.
Gsell heiratete 1850 Louise Carolina Fels, die Tochter des St. Galler Politikers Christian Friedrich Fels. Er liess 1883 seinem Familiennamen durch einen Beschluss des St. Galler Regierungsrates offiziell auf Gsell Fels ändern.
Theodor Gsell Fels Bruder, Gaspard Gsell, machte sich in Frankreich als Glasmaler einen Namen.
Theodor Gsell-Fels starb 1898 im Alter von 80 Jahren in München.

## Grabstätte
Die Grabstätte von Theodor Gsell-Fels befand sich auf dem Alten Südlichen Friedhof in München (Gräberfeld 37 – Reihe 6 – Platz 1). Das Grab ist nicht mehr vorhanden.

## Schriften (Auswahl)
- Römische Ausgrabungen im letzten Decennium, 1870.
- Oberitalien, 1872. 1189 Seiten (6. Auflage: 1898).
- Die Schweiz, 2 Bände, 1875–1877 (2. Auflage: 1881/82). Digitalisierte Ausgabe der Universitäts- und Landesbibliothek Düsseldorf
  - 1. Vom Genfer See über den St. Gotthard und Vierwaldstätter See in's Berner Oberland. 1875
  - 2. Von Bern über Basel nach dem Osten, der romanischen Schweiz und Zürich. 1876
- Unter-Italien und Sizilien, 1877.
- Die Steiermark. München 1894. 288 Seiten.
- Venedig – Mit Bildern und Zeichnungen von Th. Coulant, Fr. Eibner, E. Kirchner, L. Passini und Ferd. Wagner. München 1900. 72 Seiten.
- Rom und die Campagna, 1901. 1255 Seiten.
- Der Bodensee – Ein praktischer Reiseführer mit besonderer Berücksichtigung  naturwissenschaftlicher Forschung und der geschichtlichen Ereignisse. 7. Auflage, Konstanz 1925. 164 Seiten.